# 日本放送協会の放送形態
日本放送協会の放送形態（にっぽんほうそうきょうかいのほうそうけいたい）の項目では、日本放送協会（NHK）における放送の体系、技術系統、表示・アナウンスなどにおける、運用上の各波・各局・地域別・時代別の差異について記す。

## 用語の定義
本項における用語の定義の出典は以下の通り。改正前後とは放送法令改正の2011年（平成23年）6月30日施行に伴い改廃されたことによる。
| 用語                       | 改正前               | 改正後              |
| -------------------------- | -------------------- | ------------------- |
| 放送法                     |                      |                     |
| 国内放送                   | 第2条第1号の2        | 第2条第4号          |
| 受託国内放送               | 第2条第1号の3        | 削除                |
| 国際放送                   | 第2条第2号           | 第2条第5号          |
| 中継国際放送               | 第2条第2号の2        | 第2条第8号          |
| 受託協会国際放送           | 第2条第2号の2の2     | 削除                |
| 中波放送                   | 第2条第2号の3        | 第2条第16号         |
| 超短波放送                 | 第2条第2号の4        | 第2条第17号         |
| テレビジョン放送           | 第2条第2号の5        | 第2条第18号         |
| 協会国際衛星放送           | 新設                 | 第2条第9号          |
| 衛星基幹放送               | 新設                 | 第2条第13号         |
| 地上基幹放送               | 新設                 | 第2条第15号         |
| 放送法施行規則             |                      |                     |
| 地上系による放送           | 別表第1号（注）1     | 削除                |
| 衛星系による放送           | 別表第1号（注）2     | 削除                |
| 総合放送                   | 別表第1号（注）9     | 別表第5号（注）4    |
| 教育放送                   | 別表第1号（注）10    | 別表第5号（注）5    |
| 広域放送                   | 別表第1号（注）12    | 別表第5号（注）7    |
| 県域放送                   | 別表第1号（注）13    | 別表第5号（注）8    |
| 難視聴解消を目的とする放送 | 別表第1号（注）16    | 別表第5号（注）10   |
| 電波法施行規則             |                      |                     |
| 短波放送                   | 第2条第1項第24号の2  | 第2条第1項第24号の2 |
| 標準テレビジョン放送       | 第2条第1項第28号の2  | 第2条第1項第28号の2 |
| 高精細度テレビジョン放送   | 第2条第1項第28号の3  | 第2条第1項第28号の3 |
| デジタル放送               | 第2条第1項第28号の16 | 第2条第1項第28号の8 |

## 放送系統

### 放送波
2024年4月以降
| 法令に基づく種類区分                                                                                          | 法令に基づく種類区分                                                                                          | 法令に基づく種類区分                                                                                          | 法令に基づく種類区分                                                                                          | 系統名称                | 備考 |
| --- | --- | --- | --- | ----------------------- | --- |
| アナログ放送                                                                                                  | 地上系による放送                                                                                              | 中波放送 | 総合放送 | NHKラジオ第1放送        | |
| アナログ放送                                                                                                  | 地上系による放送                                                                                              | 中波放送 | 教育放送 | NHKラジオ第2放送        | |
| アナログ放送                                                                                                  | 地上系による放送                                                                                              | 超短波放送 | 超短波放送 | NHK-FM放送              | |
| デジタル放送 $                                                                                                | 地上系による放送 $（高精細度テレビジョン放送を含む放送）                                                      | 地上系による放送 $（高精細度テレビジョン放送を含む放送）                                                      | 総合放送 | NHK総合テレビジョン     | |
| デジタル放送 $                                                                                                | 地上系による放送 $（高精細度テレビジョン放送を含む放送）                                                      | 地上系による放送 $（高精細度テレビジョン放送を含む放送）                                                      | 教育放送 | NHK教育テレビジョン     | 通常は「NHK Eテレ」と呼ぶ |
| 委託国内放送業務                                                                                              | 衛星系による放送                                                                                              | 高精細度テレビジョン放送                                                                                      | 高精細度テレビジョン放送                                                                                      | NHK BS                  | 旧BS1と旧BSプレミアムを統合、2Kを1波化 |
| 委託国内放送業務                                                                                              | 衛星系による放送                                                                                              | 超高精細度テレビジョン放送                                                                                    | 超高精細度テレビジョン放送                                                                                    | NHK BSプレミアム4K      | 旧BS4Kに旧BSプレミアムを統合。 4K解像度放送普及を目的とする |
| 委託国内放送業務                                                                                              | 衛星系による放送                                                                                              | 超高精細度テレビジョン放送                                                                                    | 超高精細度テレビジョン放送                                                                                    | NHK BS8K                | 2018年12月1日開局。 8K解像度放送普及を目的とする |
| 国際放送 | 地上系による放送                                                                                              | 短波放送 | 短波放送 | NHKワールド・ラジオ日本 | 送達媒体の変化により規模縮小。 短波放送の他、衛星系（委託協会国際放送業務）による放送も行っている                                                                  |
| 委託協会国際放送業務                                                                                          | 衛星系による放送 （高精細度テレビジョン放送HDTV&標準テレビジョン放送PALで送信）                               | 衛星系による放送 （高精細度テレビジョン放送HDTV&標準テレビジョン放送PALで送信）                               | 衛星系による放送 （高精細度テレビジョン放送HDTV&標準テレビジョン放送PALで送信）                               | NHKワールドTV           | 外国人向けテレビ国際放送で英語主体の編成 |
| 在外邦人向けテレビ国際放送・外国向けテレビ番組配信 （衛星系による放送・配信 標準テレビジョン放送 NTSCで送信） | 在外邦人向けテレビ国際放送・外国向けテレビ番組配信 （衛星系による放送・配信 標準テレビジョン放送 NTSCで送信） | 在外邦人向けテレビ国際放送・外国向けテレビ番組配信 （衛星系による放送・配信 標準テレビジョン放送 NTSCで送信） | 在外邦人向けテレビ国際放送・外国向けテレビ番組配信 （衛星系による放送・配信 標準テレビジョン放送 NTSCで送信） | NHKワールド・プレミアム | 日本国内向け放送と同様、日本語主体の編成。 スクランブル放送となっているが、一部時間帯ではノンスクランブル放送を実施 （主にニュース・情報番組とごく一部の娯楽番組） |

- 国際系の細分は便宜的なものであるが、あえて付した。これは、各国の主要放送機関が、外国向けの情報発信手段をラジオからテレビ・インターネットにシフトしていることに呼応し、NHKでもテレビの国際放送を強化していることによるもの。

2011年度から2023年11月まで
| 法令に基づく種類区分                                                                                          | 法令に基づく種類区分                                                                                          | 法令に基づく種類区分                                                                                          | 法令に基づく種類区分                                                                                          | 系統名称                     | 備考 |
| --- | --- | --- | --- | ---------------------------- | --- |
| アナログ放送                                                                                                  | 地上系による放送                                                                                              | 中波放送 | 総合放送 | NHKラジオ第1放送             | |
| アナログ放送                                                                                                  | 地上系による放送                                                                                              | 中波放送 | 教育放送 | NHKラジオ第2放送             | |
| アナログ放送                                                                                                  | 地上系による放送                                                                                              | 超短波放送 | 超短波放送 | NHK-FM放送                   | |
| アナログ放送                                                                                                  | 地上系による放送                                                                                              | テレビジョン放送 （標準テレビジョン放送）                                                                     | 総合放送 | NHK総合テレビジョン          | 2011年7月24日を最後に完全停波。 デジタル放送との区別のため「アナログ」のウォーターマークが入る                                                                     |
| アナログ放送                                                                                                  | 地上系による放送                                                                                              | テレビジョン放送 （標準テレビジョン放送）                                                                     | 教育放送 | NHK教育テレビジョン          | 2011年7月24日を最後に完全停波。 デジタル放送との区別のため「アナログ」のウォーターマークが入る                                                                     |
| アナログ放送                                                                                                  | 衛星系による放送 （委託国内放送業務）                                                                         | 標準テレビジョン放送                                                                                          | 総合放送 | NHK BS1（アナログ）          | 2011年7月24日を最後に完全停波。 デジタル放送との区別のため「アナログ」のウォーターマークが入る                                                                     |
| アナログ放送                                                                                                  | 衛星系による放送 （委託国内放送業務）                                                                         | 標準テレビジョン放送                                                                                          | 総合放送 | NHK BSプレミアム（アナログ） | 2011年7月24日を最後に完全停波。 デジタル放送との区別のため「アナログ」のウォーターマークが入る                                                                     |
| デジタル放送 $                                                                                                | 地上系による放送 $（高精細度テレビジョン放送を含む放送）                                                      | 地上系による放送 $（高精細度テレビジョン放送を含む放送）                                                      | 総合放送 | NHKデジタル総合テレビジョン  | 通常運用でアナログと特に区別はせず |
| デジタル放送 $                                                                                                | 地上系による放送 $（高精細度テレビジョン放送を含む放送）                                                      | 地上系による放送 $（高精細度テレビジョン放送を含む放送）                                                      | 教育放送 | NHKデジタル教育テレビジョン  | 通常運用でアナログと特に区別はせず |
| 委託国内放送業務                                                                                              | 衛星系による放送                                                                                              | 高精細度テレビジョン放送                                                                                      | 高精細度テレビジョン放送                                                                                      | NHK BS1（デジタル）          | 旧衛星第1テレビから意味付けを変えたが、基本スタンスはそのまま |
| 委託国内放送業務                                                                                              | 衛星系による放送                                                                                              | 高精細度テレビジョン放送                                                                                      | 高精細度テレビジョン放送                                                                                      | NHK BSプレミアム（デジタル） | 旧衛星第2テレビと廃止したデジタル衛星ハイビジョンを統合 |
| 委託国内放送業務                                                                                              | 衛星系による放送                                                                                              | 超高精細度テレビジョン放送                                                                                    | 超高精細度テレビジョン放送                                                                                    | NHK BS4K                     | 2018年12月1日開局。 4K解像度放送普及を目的とする |
| 委託国内放送業務                                                                                              | 衛星系による放送                                                                                              | 超高精細度テレビジョン放送                                                                                    | 超高精細度テレビジョン放送                                                                                    | NHK BS8K                     | 2018年12月1日開局。 8K解像度放送普及を目的とする |
| 国際放送 | 地上系による放送                                                                                              | 短波放送 | 短波放送 | NHKワールド・ラジオ日本      | 送達媒体の変化により規模縮小。 短波放送の他、衛星系（委託協会国際放送業務）による放送も行っている                                                                  |
| 委託協会国際放送業務                                                                                          | 衛星系による放送 （高精細度テレビジョン放送HDTV&標準テレビジョン放送PALで送信）                               | 衛星系による放送 （高精細度テレビジョン放送HDTV&標準テレビジョン放送PALで送信）                               | 衛星系による放送 （高精細度テレビジョン放送HDTV&標準テレビジョン放送PALで送信）                               | NHKワールドTV                | 外国人向けテレビ国際放送で英語主体の編成 |
| 在外邦人向けテレビ国際放送・外国向けテレビ番組配信 （衛星系による放送・配信 標準テレビジョン放送 NTSCで送信） | 在外邦人向けテレビ国際放送・外国向けテレビ番組配信 （衛星系による放送・配信 標準テレビジョン放送 NTSCで送信） | 在外邦人向けテレビ国際放送・外国向けテレビ番組配信 （衛星系による放送・配信 標準テレビジョン放送 NTSCで送信） | 在外邦人向けテレビ国際放送・外国向けテレビ番組配信 （衛星系による放送・配信 標準テレビジョン放送 NTSCで送信） | NHKワールド・プレミアム      | 日本国内向け放送と同様、日本語主体の編成。 スクランブル放送となっているが、一部時間帯ではノンスクランブル放送を実施 （主にニュース・情報番組とごく一部の娯楽番組） |

- 国際系の細分は便宜的なものであるが、あえて付した。これは、各国の主要放送機関が、外国向けの情報発信手段をラジオからテレビ・インターネットにシフトしていることに呼応し、NHKでもテレビの国際放送を強化していることによるもの。
- 地上系のデジタルテレビ放送開始当初は、デジタルの特性を生かした別放送が行われていた時期があったが、そもそもテレビのデジタル完全転換が本来の目的であったため、現在はデジタルEテレにおける一部時間帯のマルチ編成や一部地域放送を除いて編成上そうした区別は一切行っていない。よって、以後の記述ではアナログとデジタルの区別は特段に行わないものとする。

#### 2010年度まで
| 法令に基づく種類区分                                                                                          | 法令に基づく種類区分                                                                                          | 法令に基づく種類区分                                                                                          | 法令に基づく種類区分                                                                                          | 系統名称                       | 備考 |
| --- | --- | --- | --- | ------------------------------ | --- |
| アナログ放送                                                                                                  | 地上系による放送                                                                                              | 中波放送 | 総合放送 | NHKラジオ第1放送               | |
| アナログ放送                                                                                                  | 地上系による放送                                                                                              | 中波放送 | 教育放送 | NHKラジオ第2放送               | |
| アナログ放送                                                                                                  | 地上系による放送                                                                                              | 超短波放送 | 超短波放送 | NHK-FM放送                     | |
| アナログ放送                                                                                                  | 地上系による放送                                                                                              | テレビジョン放送 （標準テレビジョン放送）                                                                     | 総合放送 | NHK総合テレビジョン            | デジタル放送との区別のため「アナログ」のウォーターマークが入る |
| アナログ放送                                                                                                  | 地上系による放送                                                                                              | テレビジョン放送 （標準テレビジョン放送）                                                                     | 教育放送 | NHK教育テレビジョン            | デジタル放送との区別のため「アナログ」のウォーターマークが入る |
| アナログ放送                                                                                                  | 衛星系による放送 （委託国内放送業務）                                                                         | 標準テレビジョン放送                                                                                          | 難視聴解消を目的とする放送                                                                                    | NHK衛星第2テレビジョン         | デジタル放送との区別のため「アナログ」のウォーターマークが入る |
| アナログ放送                                                                                                  | 衛星系による放送 （委託国内放送業務）                                                                         | 標準テレビジョン放送                                                                                          | 総合放送 | NHK衛星第1テレビジョン         | デジタル放送との区別のため「アナログ」のウォーターマークが入る |
| アナログ放送                                                                                                  | 衛星系による放送 （委託国内放送業務）                                                                         | 高精細度テレビジョン放送                                                                                      | デジタル方式の放送へ円滑に移行するための放送                                                                  | NHK衛星ハイビジョン            | 2007年10月31日で廃局 |
| デジタル放送 $                                                                                                | 地上系による放送 $（高精細度テレビジョン放送を含む放送）                                                      | 地上系による放送 $（高精細度テレビジョン放送を含む放送）                                                      | 総合放送 | NHKデジタル総合テレビジョン    | テレビ放送のデジタル化により現在は通常運用で特に区別はせず。 |
| デジタル放送 $                                                                                                | 地上系による放送 $（高精細度テレビジョン放送を含む放送）                                                      | 地上系による放送 $（高精細度テレビジョン放送を含む放送）                                                      | 教育放送 | NHKデジタル教育テレビジョン    | テレビ放送のデジタル化により現在は通常運用で特に区別はせず。 |
| 委託国内放送業務                                                                                              | 衛星系による放送                                                                                              | 標準テレビジョン放送                                                                                          | 標準テレビジョン放送                                                                                          | NHKデジタル衛星第1テレビジョン | アナログのような細分はなし |
| 委託国内放送業務                                                                                              | 衛星系による放送                                                                                              | 標準テレビジョン放送                                                                                          | 標準テレビジョン放送                                                                                          | NHKデジタル衛星第2テレビジョン | アナログのような細分はなし |
| 委託国内放送業務                                                                                              | 衛星系による放送                                                                                              | 高精細度テレビジョン放送                                                                                      | 高精細度テレビジョン放送                                                                                      | NHKデジタル衛星ハイビジョン    | |
| 国際放送 | 地上系による放送                                                                                              | 短波放送 | 短波放送 | NHKワールド・ラジオ日本        | 送達媒体の変化により規模縮小。 短波放送の他、衛星系（委託協会国際放送業務）による放送も行っている。                                                                  |
| 委託協会国際放送業務                                                                                          | 衛星系による放送 （高精細度テレビジョン放送HDTV&標準テレビジョン放送PALで送信）                               | 衛星系による放送 （高精細度テレビジョン放送HDTV&標準テレビジョン放送PALで送信）                               | 衛星系による放送 （高精細度テレビジョン放送HDTV&標準テレビジョン放送PALで送信）                               | NHKワールドTV                  | 外国人向けテレビ国際放送で英語主体の編成 |
| 在外邦人向けテレビ国際放送・外国向けテレビ番組配信 （衛星系による放送・配信 標準テレビジョン放送 NTSCで送信） | 在外邦人向けテレビ国際放送・外国向けテレビ番組配信 （衛星系による放送・配信 標準テレビジョン放送 NTSCで送信） | 在外邦人向けテレビ国際放送・外国向けテレビ番組配信 （衛星系による放送・配信 標準テレビジョン放送 NTSCで送信） | 在外邦人向けテレビ国際放送・外国向けテレビ番組配信 （衛星系による放送・配信 標準テレビジョン放送 NTSCで送信） | NHKワールド・プレミアム        | 日本国内向け放送と同様、日本語主体の編成。 スクランブル放送となっているが、一部時間帯ではノンスクランブル放送を実施 （主にニュース・情報番組とごく一部の娯楽番組）。 |

### 放送系
放送の種類ごとに、各放送局での放送系が異なる。
- 総合テレビにおける広域放送
  - 関東広域圏 - さいたま放送局、千葉放送局、横浜放送局は、東京を親局とする同一の放送系に属する。
アナログ総合テレビでは水戸放送局、宇都宮放送局、前橋放送局も含まれていた。
- ラジオ第1放送における広域放送
  - 関東広域圏 - 水戸放送局、宇都宮放送局、前橋放送局、さいたま放送局、千葉放送局、横浜放送局は、東京を親局とする同一の放送系に属する。
  - 中京広域圏 - 岐阜放送局、津放送局は、名古屋を親局とする同一の放送系に属する。
  - 近畿広域圏 - 京都放送局、神戸放送局、奈良放送局、和歌山放送局は、大阪を親局とする同一の放送系に属する。
- ラジオ第1放送、FM放送、総合テレビにおける道県域放送（ただし域内各放送局による独自番組も放送されている）
  - 北海道 - 函館放送局、旭川放送局、釧路放送局、北見放送局、室蘭放送局、帯広放送局は、札幌を親局とする同一の放送系に属する。
  - 福岡県 - 北九州放送局は、福岡を親局とする同一の放送系に属する。
- ラジオ第2放送及び教育テレビ
東京以外の放送局は、東京を親局とする同一の放送系に属する（全国放送）。ただし前記に準じたエリアで独自番組も放送されている。

## 編成

### 全般
通常は、定例のレギュラー編成を放送するが、連続ドラマ・報道・情報・生放送を伴う番組などの一部を除き、通常は新作を月の前・中盤を中心に3本程度、下旬の残り1-2回は過去に放送した番組で好評を得た内容を再編集・再構成したもの（アンコール。番組表では「○○選」と表記）が放送されるが、プライム枠を中心に月1回程度のレギュラー番組を行うものがある。
また、学期制に準じる形で、毎年7‐8月（お盆休み前後）、12‐1月（年末年始）、3‐4月（年度替わり）、およびゴールデンウィークなどは通常定時番組を休止した特別番組、Eテレ・ラジオ第2の場合は2021年までその学期間に放送された内容の集中再放送（キャッチアップ放送とほぼ同義の「夏・冬・春のテレビ・ラジオクラブ」）も放送されていたが、2022年以後はNHK for Schoolのインターネットでのオンデマンド配信の普及から、地上波での集中再放送を減らし、一般特番が編成される機会が増えている（ただし、ラジオ第2の英語系語学番組は、一部を除き従来通り学期間の復習のために、金曜日の週間復習の再放送が行われている）。

### 放送休止
Eテレ、ラジオ第2放送以外は原則として24時間放送を実施しており、放送機器のメンテナンスに伴う放送休止が各局任意で行われる程度である。なお、地上波放送の一部地域で放送を休止する場合、仮にある放送局管内の中継局が全て停波したとしても、テレビ・FM放送の基幹局が休止することはない。
ラジオ第1放送のAM放送でもパターンはテレビ・FM放送と同様であるが、伝送方法が異なっているため、状況により、基幹局が放送休止でほかの中継局が通常の終夜放送を行うこともある。また、地上波テレビ放送がアナログ・デジタルでサイマル放送されていた2003年12月から2011年7月までは、同じ地域であってもアナログ・デジタルとも一斉に休止する場合と、どちらか一方のみを休止する場合とがあった。
一部地域の放送休止は放送エリア内全域と特定地域に限定した休止の2パターンがある。
BS放送での放送休止は、デジタル放送で年1回程度となっている。なお、BSアナログ放送は1997年春まで「地球や月による食」現象により放送休止時間を設けていた。これは衛星への大容量電池搭載によって解消した。

#### 放送休止・再開時のジャンクション
休止前後の局名告知については「#局名告知」節で後述する。

##### 国歌の扱い
NHKでは放送終了時に国歌（君が代）を放送しており、近年は総合テレビでも放送休止からの再開時のオープニングに君が代を放送している。これはサンフランシスコ講和条約が成立し、正式に日本が独立国に復帰した1951年にラジオでまず放送を開始、テレビは1953年9月から掲揚されている日章旗も併せて放送されるようになった。1990年3月までは日付をまたいだ午前0時以後に終了した場合、テレビでは国歌の演奏・国旗の映像が省略されたことがあった。
1987年7月に衛星第1テレビ（地上波では1992年4月よりラジオ第1放送=深夜放送「ラジオ深夜便」のレギュラー化）を皮切りに、BSテレビ、中波・FMラジオ、総合テレビの24時間放送が開始され、君が代を連日放送する媒体はEテレ とラジオ第2放送の2波となっている。その他の媒体では、不定期に行われる放送機器メンテナンスに伴う休止前後に演奏される程度になった。君が代を放送しないですぐに放送休止に入る地方放送局もあるが、ラジオ第1放送の一部中継局（基幹局以外）での放送休止でもまれに君が代が流されることがある。休止ではなく減力放送を行う地域でも君が代の演奏・日章旗の映像を放送する地域（関東など）がある。

##### ラジオのインターバル・シグナル
ラジオ第2放送では、放送開始前の7分間と放送終了後の4分間、チェレスタによるオリジナル曲のインターバル・シグナル（IS）が放送されている（放送開始前と放送終了後はそれぞれ別の曲）。
- 曲名：『ラジオの開始・終了音楽』（NHK独自バージョン）
- 作曲：熊田為宏
- 演奏：三石精一

終了音楽は終結部があるが、開始音楽は途中でフェードアウトする（減力放送実施のお知らせが入る場合は通常より早めにフェードアウトする）。いずれも長らくメロディーは変更されていないが、終了音楽は一時期、最後の節部分がやや異なるアレンジバージョンを使用していたことがある。
かつてはラジオ第1でも放送開始前後にラジオ第2と同じISが流れていたが、24時間放送化後は放送設備の点検による放送休止後の開始時を除き、放送されなくなった。また、FM放送でも放送開始前にISが流れていたが、放送休止が各局任意となった2000年に廃止された。
なお放送休止時、ラジオではIS終了直後、呼出符号（コールサイン）のアナウンスが入る。そのあと、無変調となる局、テストトーンとなる局、あるいは両者の併用となる局とで分かれる。
2000年7月以後、ラジオ第1・FMの放送が一斉休止から各局任意休止に変更された際、当該地域の放送局の宿直アナウンサーが「放送設備の点検・整備のため、午前5時ごろまで放送をお休みします」という生アナウンス（東京の渡邊あゆみが「FM放送はこれで放送を終わります。この後のFM放送は午前5時からです」などのようにあらかじめ固定された音声素材を流す場合もあった）があった。
2023年度から合理化に伴い、休止の対象地域がある場合、ラジオ第1は当日の『ラジオ深夜便』担当アンカーが「一部地域ではラジオ第1放送を休止させていただきます。深夜便はFM放送でお聞きください」とする生アナウンスを流し、局により0:59にそのまま、または1:00まで『深夜便』のBGMをそのまま流してから、1:00の時報後に国歌演奏を行う（局により国歌演奏の流すタイミングが異なるため素材収録した音源を各局から送信する）。FMは事前収録で、東京からの同時放送（2022年度までは一部は裏送り出し、または各局各自で素材収録あり）で「FM放送はこの後午前1時から午前5時ごろまで、放送設備の点検・整備のため一部の地域で放送を休止いたします。ラジオ深夜便はラジオ第1放送でお聞きいただけます」とのアナウンスが放送されてから、国歌演奏を行う。

##### テレビのジャンクション
24時間放送時は、基点時間になると、総合テレビでは1分程度の環境映像の後、沖縄局を除き 10秒程度日章旗の映像を映している（インターミッション参照）。なお、災害・重大事件などによる特別編成時は割愛される場合もある。
休止時は、まず青空にはためく日章旗が約30秒程度映し出されながら「君が代」が演奏され、その後ランドサットから撮影した地球（アナログ放送時は地球儀であった）を映して日本列島に近づいたところで「NHK」のロゴが入る、という映像が流れる。逆に放送再開時のオープニングでは、ランドサットからの地球の画像が流れた後に、日章旗の画像をバックに君が代が演奏される。「NHK総合テレビジョン」ロゴの表示はないが、代わりに君が代の歌詞テロップが表示される。デジタル放送開始にあたりこの映像はハイビジョン画質で撮り直され、旗の動きが滑らかになった （アナログ放送のみ休止に限り、撮り直される前の映像を流すことがあった）。BSアナログ放送・BSデジタル放送・NHKワールドはこの画面を放送していない。
なおテレビでは、これらの映像の直後、局名とコールサインを示す表示が行われる（後述）。
1997年に定例の24時間放送となってからの放送休止告知は、当初は全国一斉でのメンテナンスであったため、東京発のブルーバックとテロップを同時ネットで生放送していたが、2000年7月以後、少なくとも2021年ごろまでは休止対象局が各自で休止告知を生放送していた（多くはブルーバックとテロップ。東京の東京スカイツリーの空撮をバックにしたものなどごくまれに動画付きの局もあった）。2022年ごろから、休止対象局がある地域は先述した東京スカイツリーの空撮をバックにしたものを同時ネット、ないしは素材裏送りで放送（その後休止対象局は国旗掲揚・国歌演奏。非対象局は映像散歩に移行）していたが、2023年頃からラジオ同様合理化のため、休止の都道府県が1県でもあった場合は休止の有無にかかわらず東京からの同時ネットになった。衛星放送の休止である場合は、環境映像（水中カメラなど）をバックに、休止告知の字幕が放送されている。

### 改編
NHKの番組編成は原則4月第1月曜日を1年の基点としているが、2000年以後、総合テレビ、ラジオ第1放送、FMラジオ放送、衛星放送のいわゆる総合編成チャンネルおよび国際放送NHKワールドは、暦の関係から民放テレビ と同様、3月最終月曜日から新編成を始める年もある（ただし、一部番組やEテレ、ラジオ第2放送は従来と同じ4月第1月曜日が1年の基点となっているが、2008年以後は年度によって暦の関係で総合編成チャンネルと同様に3月最終月曜日（2008年度は31日、2009年度は30日、2010年度は29日、2011年度は28日、2014年は31日、2015年は30日、2020年は30日、2021年は29日）に改正が行われた）。
特に、2000年度は、21-23時台の大規模改編（21時台に配していた報道ワイドを『NHKニュース10』として22時台に移し、その前後の21・23時台（23時のNHK参照）をドラマやエンターテインメント番組に充てる）を行い、視聴者に周知することを目的として、総合テレビに関しては、連続テレビ小説 など一部を除き、本来の4月第1月曜に当たる4月3日ではなく、3月最終月曜の3月27日から改編がなされた。
なお年度により10月期（9月最終月曜日、もしくは10月第1月曜日のいずれか）に中規模の改編を行う場合がある。

## コールサイン
総合放送系統（総合テレビ、ラジオ第1、FM放送）および教育放送系統（教育テレビ、ラジオ第2）の地上基幹放送局に指定される呼出符号（コールサイン）は、電波法関係審査基準に次のように規定されている。
現在は4パターンが使用されているが、一部例外がある。表中の*はA～Zの任意の1文字。なお、教育放送欄に記述がない局は、Eテレ及びラジオ第2両方にコールサインが指定される。
| パターン | 総合放送     | 総合放送 | 総合放送                                         | 総合放送               | 総合放送               | 教育放送     | 教育放送                            | 教育放送                                                                     |
| パターン | コールサイン | 三者とも使用 | 総合・FMのみ使用                                 | FMのみ使用             | その他                 | コールサイン | 教育のみ使用                        | 完全不使用                                                                   |
| -------- | ------------ | --- | ------------------------------------------------ | ---------------------- | ---------------------- | ------------ | ----------------------------------- | ---------------------------------------------------------------------------- |
| 1        | JO*K         | 札幌、函館、秋田、仙台、東京、新潟、長野、静岡、名古屋、金沢、大阪、松江、岡山、広島、徳島、松山、高知、福岡、北九州、熊本 | 京都                                             | 該当なし               | 該当なし               | JO*B         | 徳島                                | 京都                                                                         |
| 2        | JO*G         | 旭川、帯広、釧路、青森、盛岡、山形、甲府、富山、福井、鳥取、山口、長崎、宮崎、鹿児島                                       | 該当なし                                         | 該当なし               | 該当なし               | JO*C         | 該当なし                            | 該当なし                                                                     |
| 3        | JO*P         | 北見、福島、高松、佐賀、大分、沖縄                                                                                         | 水戸、宇都宮、前橋、津、岐阜、奈良、和歌山、神戸 | さいたま、千葉、横浜   | 大津                   | JO*D         | 佐賀                                | 水戸、宇都宮、前橋、さいたま、千葉、横浜、津、岐阜、大津、奈良、和歌山、神戸 |
| 4        | JO*Q         | 室蘭 | 該当なし                                         | 該当なし               | 該当なし               | JO*Z         | 該当なし                            | 該当なし                                                                     |
| 5        | JO*T         | 現在は使用されていない | 現在は使用されていない                           | 現在は使用されていない | 現在は使用されていない | JO*Y         | 現在は使用されていない→民放用に転用 | 現在は使用されていない→民放用に転用                                          |

例外
- JODK…朝鮮放送協会のコールサインであった。
- JOEK・JOMK・JOWK・JOYKなど…「ほかのコールサインと間違えやすい」「読みにくい」といった理由から使用されず、そのまま現在に至っている。
- JOOK・JOOB（京都）…かつてOBはラジオ第2のコールサインとして使われていた。教育は最初から局設置がない。OKのラジオ第1は放送会館移転に伴い廃局。
- JOXB（徳島）・JOSD（佐賀）…ラジオ第2は近隣局の出力大規模化で廃止。
- JOEP（水戸）…総合テレビのアナログ放送は実施しなかった。
- JOQP（大津）…第1放送のコールサインアナウンスは大阪放送局の「JOBK」がアナウンスされる。しかしローカル放送は行われている。
- JOUD…奈良局に自局の教育放送がないため、放送大学学園に指定された（2018年廃局）。
- JO*Z…1989年から1995年までイベント放送局に指定された。現在は「JOYZ」が臨時目的放送（イベント放送局および臨時災害放送局）に、「JOZZ」がコミュニティ放送に、「JOXZ」がエリア放送に指定される。現在、室蘭放送局がEテレとラジオ第2放送に「JOIZ」を使用しており、NHKの中での唯一の例である。

### 廃止されたコールサイン
- JOBG…当初は前橋局が使用。平成期には雲仙普賢岳の噴火に伴う島原の臨時放送局に一時指定された。
- JOVG…松山局が第二次世界大戦前に使用していた。
- 1988年7月の支局化等によって廃止されたもの[注 20]
  - JODG・JODC（浜松R・アナログTV）
  - JORG・JORC（弘前R）
  - JOSG・JOSC（松本R）
  - JOCP・JOCD（郡山R）
  - JODP・JODD（福山R・アナログTV）
  - JOJP・JOJD（鶴岡R・アナログTV）
  - JOAQ・JOAZ（佐世保R・アナログTV）
  - JOCQ・JOCZ（豊橋R）
  - JOHQ・JOHZ（いわきR）
  - JOLQ・JOLZ（米子R）
  - JOTQ・JOTZ（八戸R）
  - JOUQ・JOUZ（下関R）
  - JOVQ（宮古総合TV）

## 局名告知
上記のコールサインや、放送局名などの識別子（ID）を示すため、無線局運用規則に基づく局名のアナウンスないし表示（局名告知）が以下のように行われている。

### コールサインアナウンス
地上テレビ放送は1日の基点となる時間とメンテナンスによる放送休止前（それぞれ10秒間）。
- 総合テレビ - 月曜 - 金曜は4:00前（大相撲期間中は3:35前）[注 21]、土曜 - 日曜は4:15前（大相撲期間中は3:50前）と放送休止前[注 22]
- Eテレ - 平日・土曜[注 23] は5:30前と放送休止前[注 24]、日曜は5:00前と放送休止前[注 25]

ラジオの場合は複数回行われる。
- ラジオ第1放送、FM放送 - 5:00前、正午前、19:00前、工事による放送休止前（1:00）
- ラジオ第2放送 - 6:00前、「中国語ニュース」終了後[注 26]、「スペイン語ニュース」終了後[注 27]、16:20前（気象通報終了後）、「ポルトガル語ニュース」終了後[注 28]、放送休止前[注 29]

ただし、地方放送局管内における一部地域のみの休止などではコールサインの放送がない。また、北海道地方ではEテレ、ラジオ第2放送のコールサインのアナウンスは省略されていて、札幌放送局からの「NHK教育テレビジョンです」、「NHK教育デジタルテレビジョンです」（北海道の図形に道内7放送局のコールサインをまとめて一覧に画面表示する程度。デジタル教育テレビは2007年9月末まで札幌局のみで行われていたため総合テレビと同様コールサインのアナウンスが行われていた）、「NHK第2放送です」のアナウンスを中継するのみ。以前は総合テレビと同様北海道内各局別にコールサインのアナウンスが行われていた。
合理化前となるが例外として、松山局では、ラジオ第1放送もしくはFM放送の放送機器メンテナンスあるいは大規模工事で放送休止する際は、県内全てのFM放送中継局（FM放送を休止する場合はラジオ第1中継局）の周波数を東から順に二度繰り返して案内したあとに国歌（君が代）とコールサインを放送し、放送休止していた（休止中は原則テストトーン）。名古屋放送局では東海地方3県の聴取者に向けて工事に対する理解を求めるアナウンスを行っていた。
また、衛星放送（第1・第2・ハイビジョン）はアナログ放送のコールサインがNHKに直接与えられた2007年10月31日まで、5:00（衛星第1のみ日によって4:00）にコールサインをアナウンスしたが、2007年11月1日にアナログも委託放送事業者となってNHKへのコールサインがなくなり、アナウンス放送もなくなってしまった。衛星デジタル放送は放送衛星システムに免許が割り当てられており、NHKは委託事業放送者となっていることから、2000年12月1日の本放送開始当初よりコールサインはない。
ラジオ第2放送では、2014年3月30日までは気象通報が3回あったため、9:30前と22:20前にも行われていたが、翌3月31日からそれぞれの放送が廃止になったため、それぞれ外国語ニュースの終了後に振り替えられた。その後、2023年9月での高校講座アーカイブの終了で平日は23:40、土曜日は23:55での終了となったため、日曜日以外は2000年9月以前以来、23年ぶりに24時より前にコールサインのアナウンスが行なわれるようになった。。2024年4月からは平日と土曜日は23:40、日曜日は24:00で終了となったため、これによって連日24時より前の番組が最終番組になったことから、日付をまたがずに放送終了となった。
アナウンスは放送局名の語尾に「（〇〇デジタルテレビジョン・第〇放送・FM放送）です」をつけるパターンと、「です」を付けずに言い切るパターンの2通りがあり、どちらを使うかは各地方放送局に一任している。秋田局のように放送波によって使い分ける局もある。また、2000年代初頭まではコールサインを一番最後に読み上げる地域も多かった。

### ID表示
テレビにおけるID表示は、電子テロップ等の全画面による静止画表示で行われる。
かつてはテロップデザインが各局共通しており、ブーメランを2枚重ねたようなオブジェクトを背景に、各種情報を示す文字を配置していた。上からコールサイン、親局のチャンネル番号、放送局名（例・「JOAK TV 1 NHK東京テレビジョン」、「JOBB TV 12 NHK大阪教育テレビジョン」）であった（ブルーなど単色の場合と、モノクロの場合とがあった）。
1980年代後半から2003年までは各局がそれぞれ異なったデザイン（その放送局のある都道府県の名所などを使用する場合が多かった）をバックに放送されていた。
2003年の地上デジタル放送開始以後は、再び全国共通（アナログ、デジタル共通。一部地域はデジタル放送のみ）で銀河をイメージした青色デザインのバックにNHKのロゴが入り、その上にコールサイン、下に放送局名を表示している。ただし、一部の放送局はそれぞれのオリジナルデザインを採用。
- 長崎放送局は、佐世保放送局（現在は支局・中継局扱い）にコールサインがあったころ、通常フォーマット画面に、長崎局と佐世保局のそれぞれのコールサインを2段重ね[注 32] でコールサインを表記していた。同様に、静岡放送局でも2011年7月24日まで浜松支局（旧・浜松放送局）がアナログ放送のコールサインを保持[注 33] しており、静岡局と浜松局のそれぞれのコールサインを2段重ね[注 34] で表記していた。その他、県庁所在地以外にある放送局（福岡・北九州を除く）でも、支局降格前までは同様の措置を取る所が多かった。
- 2019年度までは、北海道地方の教育テレビ（アナログ・デジタル共通）では北海道の図形（デジタルは銀河をイメージした青色デザインのバックに北海道の図形）に北海道内7つの放送局のコールサインをまとめて表示していた（札幌放送局から送出）。NHK松江放送局では総合テレビの場合は、デジタルは銀河をイメージした青色デザインのバックにリモコンを持っているたーちゃん。Eテレの場合は、デジタルは銀河をイメージした青色デザインのバックにリモコンを持っているうさじい、テレビの中に左側のどーもくんの右側に「2」・「3」の数字の真ん中に「High Definition & Multi Channel Television」、両サイドに「Digital」を表示していた（札幌放送局から送出）。
- 2019年度まで神戸デジタルテレビジョンは局舎の写真を入れていた。

チャンネル番号は表示されていない。現行のID表示はデジタル放送対応のマスターを導入した局から順次使用されている。ただし、マスターがアナログ・デジタルで別々になっている札幌放送局以外の北海道地方などでは、地上デジタル放送開始後もアナログ放送のみ、放送終了まで旧式（地方の名所など）のまま使用されていた。
コールサイン・局名表記の文字は、東京・北九州など淡い青色で縁取りしているところと、福岡・金沢など縁取りをしていないところとがあった。
いわゆる「三つのたまご」のロゴを取り止めた2020年以降は、「N」のロゴの一部をベースとした統一デザインと系統別カラーを導入。局名表示は画の中央に3行で行われ、上はコールサイン、中は「NHK」、下は局名であり、「NHK」ロゴ以外にユニバーサルフォントを導入している。北海道のEテレは上部に「教育デジタルテレビジョン」と表記し、その下に道内7局のコールサインを列挙。「NHK」ロゴは右下に小さく出ている。
なお、テレビでは民放とは違い本局と中継局のチャンネルや周波数の案内を行うことはない。

## 地域ごとの状況

### 回線切り替えのタイムラグ
アナログ放送時の2000年代最初まで、全国ネット（拠点局とのブロックネットを含む）番組とローカル番組の終了・開始時、ニュース番組内で地方局からVTR・中継を放送する際に回線を切り替える（例・大阪局視点の場合、東京送出のネット受けを終了し大阪局制作の番組送出に切り替え。反対も同様）時に画面が乱れる現象が発生した。後者の場合は切り替え前に合図として画面右上（ハイビジョン制作開始後は4:3位置の右上）に白色の逆三角形を点滅させていた。画面が落ち着くまで若干のタイムラグを要したため、番組の終了・開始やニュース原稿の読み終わり・読み始めに数秒の余裕をもたせていた。機器の改良などのため、デジタル放送開始までにこの現象は解消されている。また、ニュース番組内のVTR・中継も全て東京のニュースセンター経由に改善された。

### 小笠原・大東諸島の放送事情
小笠原諸島（東京都）や大東諸島（沖縄県）といった本土から遠く離れ、既存の地上波放送を受信できない離島については、これまでは自治体などの補助を受けて、ほかの民間テレビジョン放送事業者とともに東京の総合テレビ・教育テレビ（アナログテレビ放送）を通信衛星で送り、現地で地上波チャンネルに変換して放送していた。地上デジタルテレビ放送では通信衛星を使用せず、海底光ファイバーケーブルで送り、現地で受信する形態となる。
小笠原諸島に関しては、中波放送（ラジオ第1放送・ラジオ第2放送）と超短波放送（NHK-FM）のいずれの中継局も存在せず、放送法に違反している状態が長らく続いていた。ただし、ラジオ第1放送のみ既設の小笠原村営光ファイバーケーブルを使用した防災放送受信機で聴くことができる。なお、2011年9月にはラジオ第1放送・ラジオ第2放送・FM放送の番組をインターネットを通じて同時配信するNHKネットラジオ らじる★らじるを開始し、これにより、これまで聴取不可だった地域でもラジオ放送3波を聴取することが可能となる。なお、2013年3月31日に小笠原諸島の父島・母島にもラジオ第1放送・ラジオ第2放送・NHK-FMの中継局が設置され、いずれもFM波で送信されるようになった。デジタルテレビ放送は八丈島にある八丈中継局の電波を海底光ファイバーケーブルで配信して送られてくる有線放送として2011年5月18日から試験放送を開始。
デジタルテレビ中継局が存在しないために、屋外でのワンセグ・フルセグ搭載のスマートフォンでのテレビ視聴ができなかったが、2020年3月からはNHKプラスのアプリをダウンロードすることで視聴が可能になった。
大東諸島での放送は、本来なら大東諸島は沖縄県に属するために中継局はNHK沖縄放送局管轄で、沖縄総合テレビジョン（JOAP-TV）、沖縄教育テレビジョン（JOAD-TV）を配信することが慣例である。しかし、沖縄本島との距離が離れており、沖縄本島と大東諸島を結ぶ海底ケーブルが敷設されていない関係で中継局が設置されておらず、ケーブルテレビ自体も同諸島にないため受信することが出来ずにいた。その代替処置として東京からアナログ放送を送信していた。これは、民放3局=琉球放送・沖縄テレビ放送・琉球朝日放送も同様である。なお、地上デジタル放送では沖縄本島から海底光ケーブル経由で南大東･北大東の両中継局が設置され、本来の沖縄総合デジタルテレビジョン（JOAP-DTV）、沖縄教育デジタルテレビジョン（JOAD-DTV）を配信、2011年7月22日に開始した。なお、大東諸島ではNHK-FMの中継局は設置されておらず、全国で唯一NHK-FMの直接受信ができない地域となっている。
小笠原諸島と大東諸島向けの放送は、東京タワーから送られた電波を江東区・テレコムセンターで一度受信し、それをデジタル圧縮を施した上でスクランブル信号をかけた状態で通信衛星で中継したものを現地で受信する。よって、本州で受信する場合から数秒のタイムラグが生ずることとなる。この方式の中継は2010年6月30日深夜で終了し、それ以降は海底ケーブル敷設・デジタル中継局の開局（小笠原諸島は海底光ケーブル伝送による地上デジタル放送の再送信）までBSデジタル放送による地デジ難視対策衛星放送の受信対象地域（いわゆる「セーフティーネット」）に指定された。